# Gösta Ekman-stipendiet
Gösta Ekman-stipendiet är ett stipendium som instiftades till minnet av skådespelaren och teaterchefen Gösta Ekman. Efter hans bortgång 1938 anordnades en minnesutställning där intäkterna gick till Gösta Ekmanfonden. Teaterförbundet anordnade dessutom en festsoaré på Oscarsteatern till hans minne, också den till förmån för Gösta Ekmanfonden och delar sedan 1939 ut Gösta Ekman-stipendiet till skådespelare.

## Lista över Gösta Ekman-stipendiater

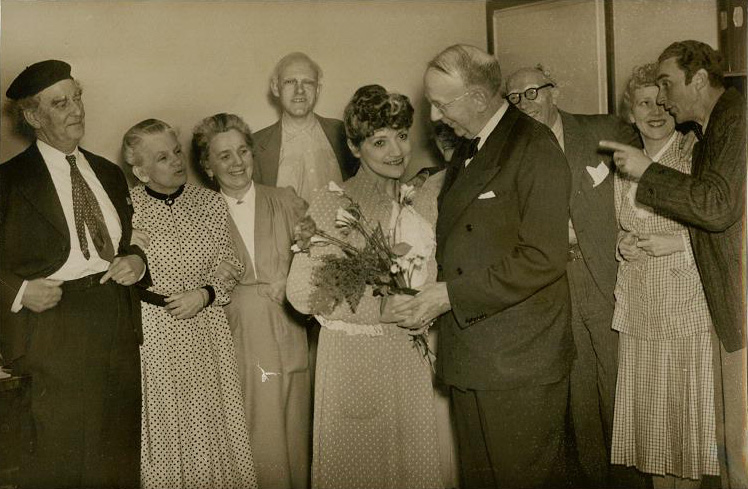
Teaterchef Torsten Hammarén överräcker blommor till 1943 års Gösta Ekman-stipendiat Elsa Widborg, omgivna av arbetskamrater på Göteborgs stadsteater.

- 1939 – Sven Miliander
- 1940 – Georg Rydeberg
- 1941 – Hugo Björne
- 1942 – Karin Kavli
- 1943 – Elsa Widborg
- 1944 – Märta Ekström
- 1945 – Sture Baude
- 1946 – Olof Widgren
- 1947 – Gunn Wållgren
- 1948 – Anna Lindahl
- 1949 – Holger Löwenadler
- 1950 – Tore Lindwall
- 1951 – Naima Wifstrand
- 1952 – Doris Svedlund
- 1953 – Hans Strååt
- 1954 – Jarl Kulle
- 1955 – Sture Lagerwall
- 1956 – Benkt-Åke Benktsson
- 1957 – Georg Funkquist
- 1958 – Annika Tretow
- 1959 – Gunnel Broström
- 1959 – Ulf Palme
- 1960 – Kolbjörn Knudsen
- 1961 – Ingvar Kjellson
- 1962 – Sif Ruud
- 1963 – Gunnar Björnstrand
- 1964 – Gertrud Fridh
- 1965 – Toivo Pawlo
- 1966 – Margaretha Krook
- 1967 – Anita Björk
- 1968 – Birgitta Valberg
- 1969 – Ernst-Hugo Järegård
- 1970 – Allan Edwall
- 1971 – Maj-Britt Nilsson
- 1972 – Max von Sydow
- 1973 – Jan-Olof Strandberg
- 1974 – Berta Hall
- 1975 – Björn Gustafson
- 1976 – Gösta Ekman
- 1977 – Inger Hayman
- 1978 – Per Myrberg
- 1979 – Irma Christenson
- 1980 – Olof Bergström
- 1981 – Ulla Sjöblom
- 1982 – Kerstin Tidelius
- 1983 – Keve Hjelm
- 1984 – Gerd Hagman
- 1985 – Marianne Stjernqvist
- 1986 – Sven Lindberg
- 1987 – Kerstin Rabe
- 1988 – Jan Malmsjö
- 1989 – Oscar Ljung
- 1990 – Agneta Ekmanner
- 1991 – Erland Josephson
- 1992 – Mona Malm
- 1994 – Stellan Skarsgård
- 1996 – Gunnel Lindblom
- 1997 – Emy Storm
- 1999 – Pernilla August
- 2000 – Krister Henriksson
- 2002 – Ingvar Hirdwall
- 2005 – Stina Ekblad
- 2007 – Leif Andrée
- 2009 – Marie Richardson
- 2011 – David Dencik
- 2013 – Allan Svensson
- 2014 – Per Svensson
- 2015 – Birgitta Ulfsson
- 2017 – Gerhard Hoberstorfer
- 2018 – Evamaria Björk
- 2020 – Shanti Roney
- 2021 – Staffan Göthe